# Саут-Сан-Гейбриел
Саут-Сан-Габриэль (англ. South San Gabriel) — статистически обособленная местность, расположенная в округе Лос-Анджелес (штат Калифорния, США) с населением в 7595 человек по статистическим данным переписи 2000 года.

## География
По данным Бюро переписи населения США статистически обособленная местность Саут-Сан-Габриэль имеет общую площадь в 2,07 квадратных километров, водных ресурсов в черте населённого пункта не имеется.
Статистически обособленная местность Саут-Сан-Габриэль расположена на высоте 83 метра над уровнем моря.

## Демография
| Год переписи      | Нас. |  | %±    |
| ----------------- | ---- |  | ----- |
| 1970              | 5051 |  | —     |
| 1980              | 5421 |  | 7,3%  |
| 1990              | 7700 |  | 42%   |
| 2000              | 7595 |  | −1,4% |
| 1970–2000 source: |      |  |       |

По данным переписи населения 2000 года в Саут-Сан-Габриэль проживало 7595 человек, 1727 семей, насчитывалось 2091 домашнее хозяйство и 2166 жилых домов. Средняя плотность населения составляла около 3516,0 человек на один квадратный километр. Расовый состав Саут-Сан-Габриэль по данным переписи распределился следующим образом: 11,72 % белых, 0,39 % — чёрных или афроамериканцев, 1,17 % — коренных американцев, 33,34 % — азиатов, 0,20 % — выходцев с тихоокеанских островов, 4,24 % — представителей смешанных рас, 19,93 % — других народностей. Испаноговорящие составили от всех жителей статистически обособленной местности.
Из 2091 домашних хозяйств в 37,6 % — воспитывали детей в возрасте до 18 лет, 57,6 % представляли собой совместно проживающие супружеские пары, в 17,7 % семей женщины проживали без мужей, 17,4 % не имели семей. 13,7 % от общего числа семей на момент переписи жили самостоятельно, при этом 6,5 % составили одинокие пожилые люди в возрасте 65 лет и старше. Средний размер домашнего хозяйства составил 3,52 человек, а средний размер семьи — 3,85 человек.
Население статистически обособленной местности по возрастному диапазону по данным переписи 2000 года распределилось следующим образом: 25,0 % — жители младше 18 лет, 9,0 % — между 18 и 24 годами, 29,0 % — от 25 до 44 лет, 22,9 % — от 45 до 64 лет и 14,1 % — в возрасте 65 лет и старше. Средний возраст жителей составил 36 лет. На каждые 100 женщин в Саут-Сан-Габриэль приходилось 95,5 мужчин, при этом на каждые сто женщин 18 лет и старше приходилось 93,5 мужчин также старше 18 лет.
Средний доход на одно домашнее хозяйство в статистически обособленной местности составил 51 136 долларов США, а средний доход на одну семью — 50 451 доллар. При этом мужчины имели средний доход в 35 598 долларов США в год против 30 091 доллар среднегодового дохода у женщин. Доход на душу населения в статистически обособленной местности составил 16 345 долларов в год. 8,2 % от всего числа семей в округе и 11,0 % от всей численности населения находилось на момент переписи населения за чертой бедности, при этом 11,6 % из них были моложе 18 лет и 14,4 % — в возрасте 65 лет и старше.